# Оболенский, Евгений Петрович
Князь Евге́ний Петро́вич Оболе́нский 1-й (6 [17] октября 1796, Новомиргород, Вознесенское наместничество — 26 февраля [10 марта] 1865, Калуга) — русский офицер из рода Оболенских, один из самых активных участников восстания декабристов.

## Биография
Родился в семье князя Петра Николаевича Оболенского (1760—1833), будущего тульского губернатора. Мать — Анна Евгеньевна (1778—1810), дочь генерал-аншефа Е. П. Кашкина. Имел четырёх братьев и пять сестёр; брат Константин также привлекался к следствию по делу декабристов, как и двоюродный брат, Сергей Кашкин.
Получил домашнее образование. Военную службу сначала проходил вместе с младшим братом Константином: в марте 1814 года они поступили юнкерами в 1-ю учебную роту лейб-гвардии артиллерийской бригады; 14 октября 1817 года были переведены в лейб-гвардии Павловский полк; подпоручик — с 30 декабря 1818, поручик — с 29 апреля 1821; 1 февраля 1824 года был назначен старшим адъютантом 2-й пехотной дивизии в Финляндский лейб-гвардии полк. С 21 апреля 1825 года — «старший адъютант в дежурстве пехоты гвардейского корпуса».
Член «Союза благоденствия» (1818); участвовал в создании «Северного общества» и входил в состав его руководства; разрабатывал программу общества.
Был сторонником объединения Северного и Южного обществ, вёл переговоры об этом в 1824 году с П. И. Пестелем. В этом же году на его квартире (Аптекарский пер., 4) обсуждалась «Конституция» Н. М. Муравьёва. В 1825 году утвердил московскую Управу из находившихся там членов тайного общества, с назначением председателем управы И. И. Пущина. Оболенский активно участвовал в совещаниях на квартире К. Ф. Рылеева.
Был избран начальником штаба накануне восстания, а 14 декабря 1825 года командующим восставшими войсками вместо неявившегося С. П. Трубецкого. В ходе восстания штыком ранил М. А. Милорадовича, был арестован и 15 декабря заключён в Петропавловскую крепость. Закован в ручные кандалы 17 декабря 1825 года, раскован 1 февраля 1826 года. А. В. Никитенко, живший в то время в доме Оболенского в качестве гувернёра его младшего брата, в марте 1826 года записал в дневник:
С горьким, щемящим чувством вошёл я в комнаты, где прошло столько замечательных месяцев моей жизни и где разразился удар, чуть не уничтоживший меня в прах. Там всё было в беспорядке и запустении. Я встал у окна и глубоко задумался. Солнце садилось, и последние лучи его с трудом пробивались сквозь облака, быстро застилавшие небо. В печальных комнатах царила могильная тишина: в них пахло гнилью и унынием. Что стало с ещё недавно кипевшею здесь жизнью? Где отважные умы, задумавшие идти наперекор судьбе и одним махом решать вековые злобы? В какую бездну несчастия повергнуты они!

### Каторга
Оболенский был осуждён по I разряду с лишением княжеского титула и 10 июля 1826 года приговорён к вечным каторжным работам; 21 июля 1826 года отправлен закованным в Сибирь. Ещё до прибытия его 27 августа 1826 года в Иркутск срок каторги был сокращён до 20 лет.
Вместе с А. И. Якубовичем был отправлен в солеваренный завод в Усолье, но 6 октября 1826 года возвращён в Иркутск и 8 октября 1826 года отправлен в Благодатский рудник. 20 сентября 1827 года отправлен в Читинский острог, куда прибыл 29 сентября. Болел цингой. В «каторжной академии» занимался изучением философии и иностранных языков. В сентябре 1830 года переведён в Петровский завод, где провёл девять лет. Разрабатывал устав Большой артели.
8 ноября 1832 года срок каторги был сокращён до 15 лет, а 14 декабря 1835 года — до 13 лет.

### Ссылка
По указу 10 июля 1839 года обращён на поселение в село Итанцу Верхнеудинского округа Иркутской губернии (ныне Турунтаево, центр Прибайкальского района Бурятии). Пытался организовать там мыловарение.
20 июня 1841 года Оболенскому было разрешено переехать в Туринск Тобольской губернии. Прибыл туда 27 февраля 1842 года. 5 июля 1842 года разрешено переехать в Ялуторовск, куда прибыл 20 августа 1843 года. Жил в одном доме с И. И. Пущиным. Оказывал местным жителям материальную и юридическую помощь.
15 декабря 1845 года Оболенскому разрешили вступить в брак; 6 февраля 1846 года он женился на своей горничной Варваре Самсоновне Барановой. Они имели девятерых детей: Наталья (1847—1848), Анна (1848—1849), Иван (1850—1880), Петр (род. 1851), Николай (род. в июле 1853), Елена (род. 1857), Мария (1858—1859), Ольга (род. 1860), Михаил (ум. 1863).
По манифесту об амнистии 26 августа 1856 года восстановлен в правах. 11 ноября 1856 года семья выехала из Ялуторовска. 
В 1856 году написал воспоминания по просьбе сына И. Д. Якушкина Евгения. Воспоминания Оболенского были переданы Е. И. Якушкиным А. Герцену и опубликованы в 1861 году в Лондоне и Париже без указания имени автора.

### После Сибири
Княжеский титул Оболенскому возвращён не был. По возвращении из Сибири Оболенский приехал в Москву, а затем постоянным своим местопребыванием избрал Калугу, где жил до самой смерти.
В Калуге продолжал заниматься общественной деятельностью. Принимал участие в подготовке крестьянской реформы 1861 года.
Просил о разрешении проживать в Москве. Первое прошение было отклонено 15 декабря 1857 года. Второе прошение было удовлетворено 2 апреля 1861 года.
Евгений Петрович умер в Калуге 26 февраля 1865 года.
Похоронен на Пятницком кладбище.

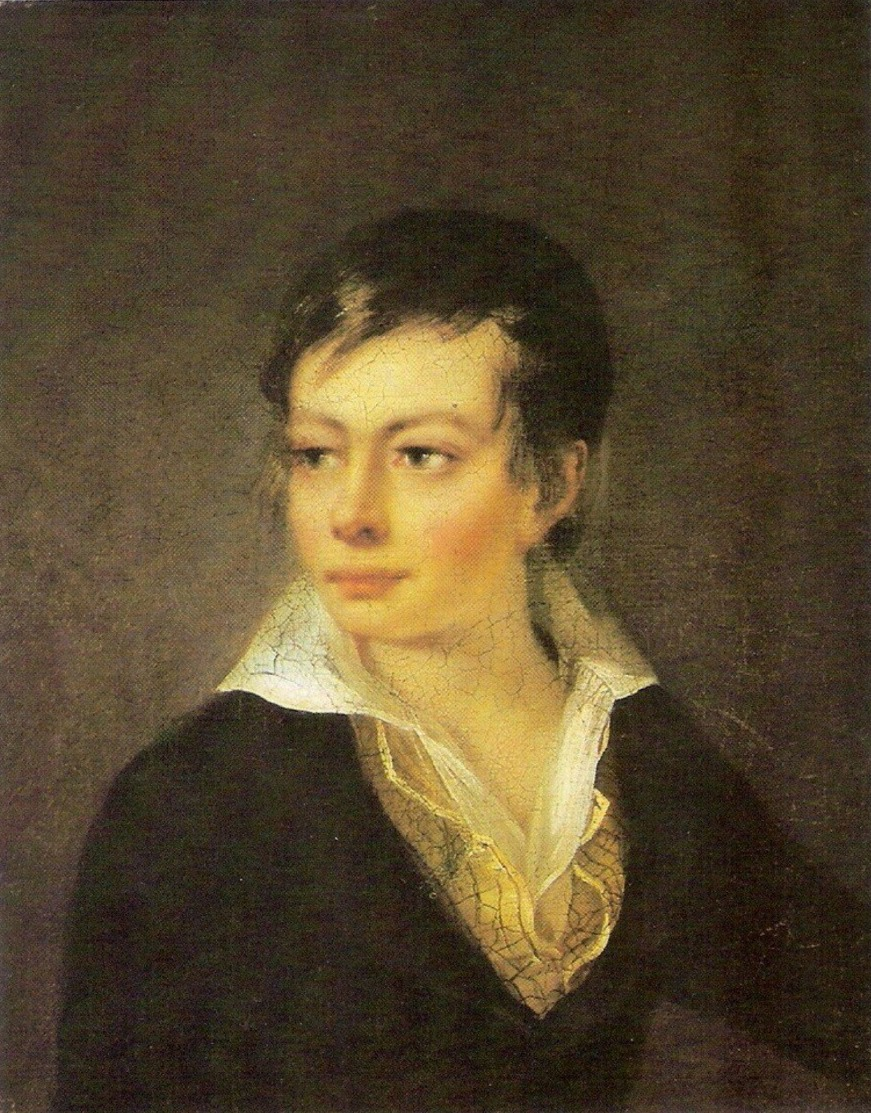
Портрет князя Евгения Петровича Оболенского, кисти С. С. Федорова, 1810 г.
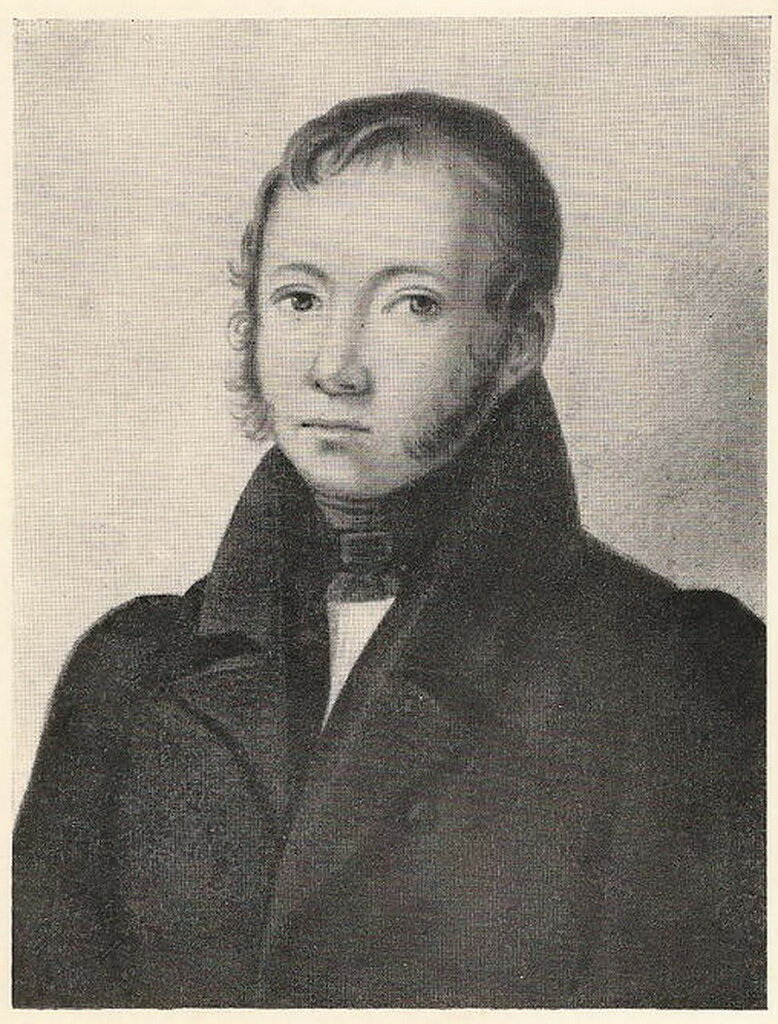
Портрет князя Евгения Петровича Оболенского. 1830 - е гг.
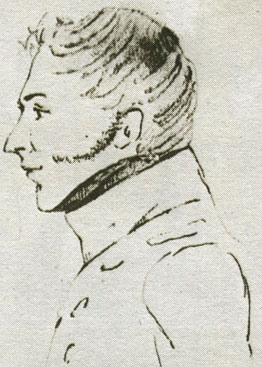
Евгений Петрович Оболенский на допросе, кисти Андрея Андреевича Ивановского, 1826 г. Вверху надпись карандашом (поздняя): Поручик кн: Оболенский.

## Память
- К 200-летию со дня рождения Е. П. Оболенского была выпущена почтовая карточка с маркой почты России
- На доме в г. Калуге (улица Пушкина, 9), где после ссылки некоторое время жил Е. П. Оболенский, установлена мемориальная доска
- Мемориальная доска установлена в Санкт-Петербурге на «Доме Адамини» (фасад по Марсовому полю)

Почтовая карточка с оригинальной маркой, посвящённая 200-летию со дня рождения Е. П. Оболенского
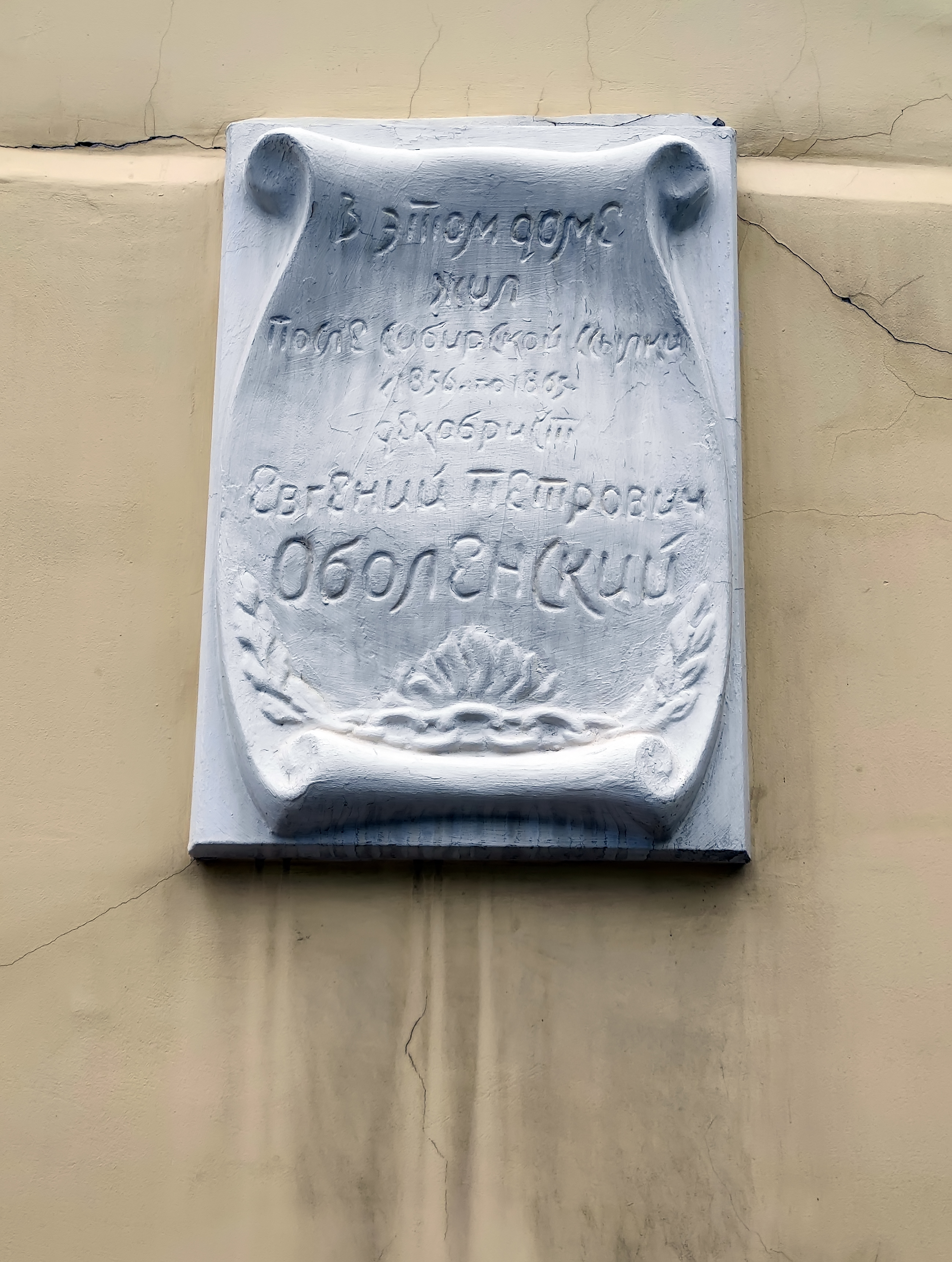
Памятная доска в Калуге на доме, где жил Е. П. Оболенский
Мемориальная доска в Санкт-Петербурге

## Образ в кино
- «Союз спасения» — актёр Дмитрий Лысенков

## Документы
- Материалы следственного дела Е. П. Оболенского. Восстание декабристов. Документы. — Т. I. — С. 220—286.